# إغناطيوس أفرام الثاني
مار إغناطيوس أفرام الثاني (بالسريانية: ܐܝܓܢܐܛܝܘܣ ܐܦܪܝܡ ܬܪܝܢܐ) (المعروف أيضاً بإغناطيوس أفرام الطاني)، هو أسقف سرياني  مسيحي أمريكي سوري، وُلد في 3 مايو 1965.
شغل منصب رئيس أساقفة شرق الولايات المتحدة للسريان الأرثوذكس قبل انتخابه بطريركاً، حيث عُرف باسم مار كيرلس أفرام كريم. خلال هذه الفترة، أسس 11 أبرشية جديدة، وأطلق عدداً من البرامج المخصصة للشباب، وسعى لتعزيز الوحدة بين الكنائس.

## حياته
وُلِد سعيد كريم في القامشلي في شمال شرق سوريا في 3 مايو 1965، وهو الابن الأصغر لعيسى وخانمة كريم. تنتمي عائلته إلى السريان الأرثوذكس الآشوريين، الذين يعود أصلهم إلى قرية Ëḥwo (بالتركية: Güzelsu) في منطقة طور عابدين في محافظة ماردين، تركيا.
بعد إنهاء دراسته الابتدائية في القامشلي عام 1977، واصل كريم تعليمه الثانوي الديني في معهد مار أفرام اللاهوتي بالعطشانة، بكفيا، لبنان. أنهى دراسته هناك عام 1982، ثم عمل مساعدًا للمطران مار غريغوريوس يوحنا إبراهيم في حلب، سوريا، التحق بالمعهد اللاهوتي القبطي في القاهرة، مصر بين عامي 1984 و1988، حيث حصل على درجة البكالوريوس في اللاهوت.

## مواضيع ذات صلة
- الكنيسة السريانية الأرثوذكسية
- قائمة البطاركة السريان في انطاكية